# Mug (bijnaam)

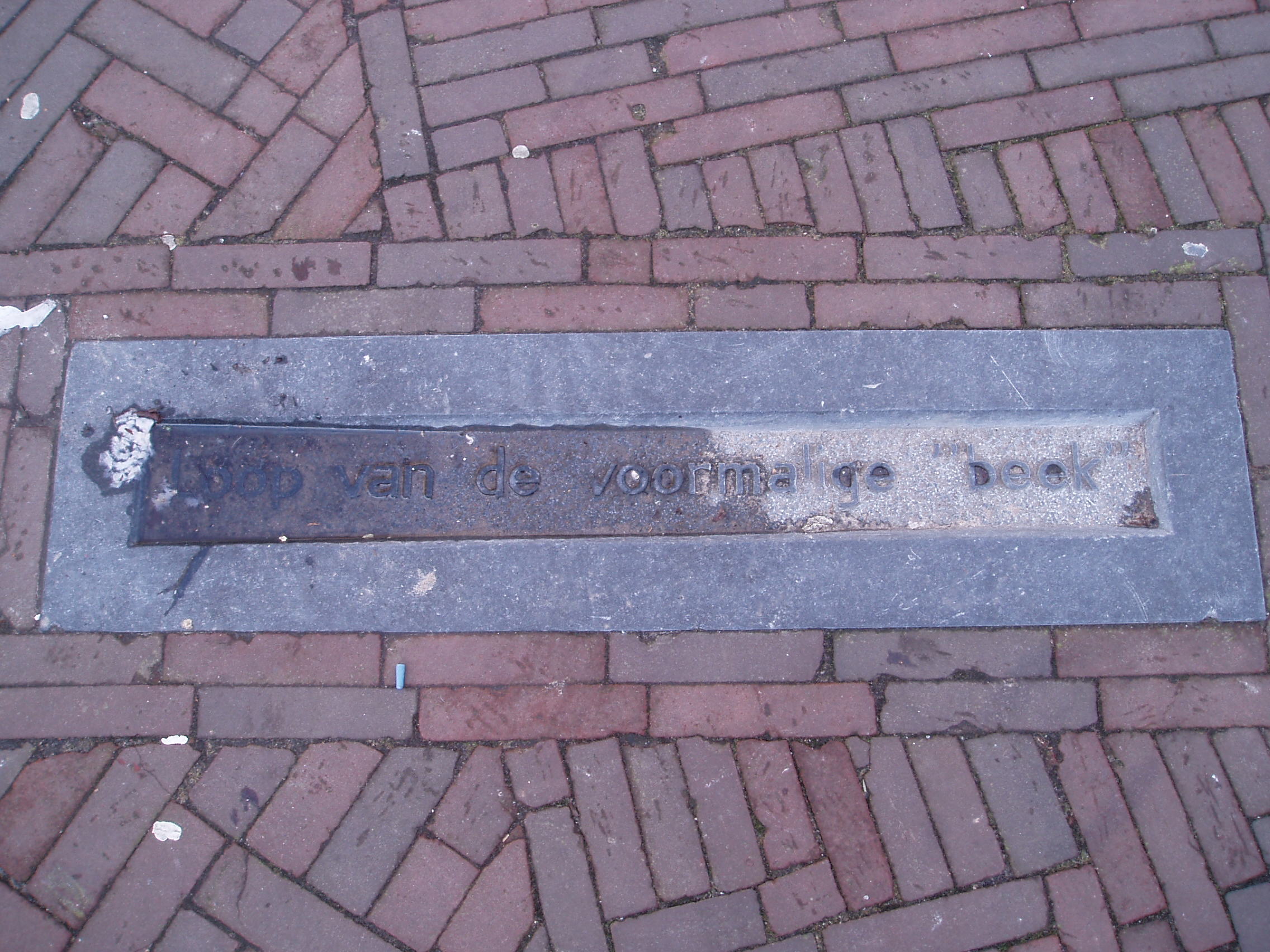
Een van de tegels die aanduiden waar de Haarlemse beek liep. Deze beek, en andere wateren in de stad, trok veel muggen aan en ligt daarmee mogelijk ten grondslag aan de bijnaam Mug.

Mug is een bijnaam voor een inwoner van Haarlem. Waar de bijnaam vandaan komt is niet helemaal duidelijk.
Het scheldwoord 'Mug' werd in de 15e eeuw al gebruikt voor een Haarlemmer. Waarschijnlijk doelde men daarmee op kleinzieligheid of kleingeestigheid (muggenziften). Ook mogelijk is dat de oorsprong van deze benaming ligt in het feit dat Haarlem vroeger geteisterd werd door muggen. Het gebied was omringd door veen en moeras. In het noorden lag het IJ, een drassig gebied, in het zuiden het Haarlemmermeer. Bovendien werd de stad doorkruist door grachten en een 'beek' die onder de Grote Markt doorliep. Het gebied was dus een uitstekende broedplaats voor muggen. 
Verhalen die het ontstaan zouden verklaren zijn:
- Het verhaal over de brandweer die uitrukte om de gesignaleerde zwarte rookwolken uit de kerktoren te bestrijden. Toen de brandweer arriveerde bleek het geen rook maar enorme aantallen muggen.
- Het verhaal over een heks die de Haarlemmers zou veranderen in muggen als ze niet naar haar zouden luisteren zodat ze tot in lengte van dagen om de toren van de St. Bavokerk moesten vliegen.
- Nog een andere uitleg van de bijnaam 'Mug' stamt uit 1573, tijdens het Beleg van Haarlem. De Hollanders waren toen in opstand tegen de Hertog van Alva van Spanje. Het Spaanse leger trok naar Haarlem en wilde de stad veroveren. Drie Haarlemmers lieten op een nacht een vaatje buskruit ontploffen in het Spaanse legerkamp. Hierdoor raakte het kamp in rep en roer. De Haarlemmers wisten weg te sluipen. De volgende dag vertelden ze in de kroeg over hun daad, maar sommige mensen zeiden: 'Het helpt niks; de Spanjaarden jaag je er niet mee weg. Het Spaanse leger is onoverwinnelijk. Jullie zijn net muggen die een reus willen steken.'.[1]

Inmiddels wordt de naam mug alleen nog maar in positieve zin gebruikt en noemt menig Haarlemmer zich met trots mug.